# Dissochaeta
Dissochaeta é um género botânico pertencente à família Melastomataceae.